# Bolesław Hajduk
Bolesław Kazimierz Hajduk (ur. 23 lutego 1944 w Słomowie) – polski historyk, specjalizujący się w dziejach Pomorza i państw nadbałtyckich w XIX i XX wieku, historii gospodarczej XX wieku oraz historii najnowszej.

## Życiorys
Urodził się w rodzinie Teodora, strażnika granicznego i urzędnika celnego, i Jadwigi z domu Sporakowskiej. W 1958 ukończył szkołę podstawową w Mostach, w 1962 Liceum Ogólnokształcące w Pucku. Następnie studiował historię w Wyższej Szkole Pedagogicznej w Gdańsku. Dyplom magistra uzyskał w 1968. W 1978 obronił pracę doktorską Wolne Miasto Gdańsk w polityce celnej Polski 1922–1935 (promotorem był prof. Roman Wapiński) na Uniwersytecie Gdańskim. Habilitował się w 1998 na podstawie dorobku naukowego i pracy Gospodarka Gdańska 1920–1945, również na Uniwersytecie Gdańskim. Od 2000 był profesorem nadzwyczajnym Uniwersytetu Szczecińskiego, a w 2014 został profesorem zwyczajnym. Do 2014 dorobek Bolesława Hajduka obejmował 166 różnych publikacji. Uczestniczył w 45 konferencjach. Wypromował 110 magistrów i 14 licencjatów.
Zainteresowania badawcze Bolesława Hajduka obejmują historię Gdańska oraz stosunki gospodarcze między Polską a krajami skandynawskimi. 
Mąż Danuty, magistra matematyki, dyrektora szkół podstawowych w Gdańsku, ojciec Małgorzaty, ekonomistki i bankowca.

## Miejsca pracy[2]
- Instytut Bałtycki (1968–1988)
- Zakład Historii Gdańska i Dziejów Morskich Polski Instytutu Historii PAN (1988–2006)
- Uniwersytet Szczeciński (od 2000)
- Gdańska Wyższa Szkoła Humanistyczna (2008–2010)

## Członkostwo w instytucjach naukowych[2]
- Gdańskie Towarzystwo Naukowe
- Komitet Badań Historycznych Polskiej Akademii Nauk
- Instytut Kaszubski
- Polskie Towarzystwo Nautologiczne (redaktor naczelny Nautologii, Członek Honorowy<naut>)
- Światowa Rada Badań nad Polonią (członek założyciel[3])
- Instytut Polsko-Skandynawski w Kopenhadze
- Historische Kommission für Ost- und Westpreußische Landesforschung w Berlinie

## Odznaczenia i nagrody[2]
- Medal 50-lecia Instytutu Bałtyckiego (1975)
- Medal 60-lecia Instytutu Bałtyckiego (1985)
- Odznaka „Zasłużonego Działacza Ruchu Spółdzielczego” (1987)
- Srebrna Honorowa Odznaka Centralnego Związku Spółdzielni Budownictwa Mieszkaniowego (1989)
- Nagroda Prezydenta Miasta Gdańska w Dziedzinie Kultury (2000)[4]
- Medal Wójta Gminy Kosakowo (2004)
- Medal 80-lecia Nadania Praw Miejskich Gdyni (2006)
- Medal 50-lecia Towarzystwa Przyjaciół Centralnego Muzeum Morskiego w Gdańsku (2008)
- Odznaka honorowa „Zasłużony Pracownik Morza” (2009)
- Medal kmdr. prof. Józefa Urbańskiego, twórcy polskiej szkoły nawigacyjnej (2011)
- Złoty Krzyż Honorowy Związku Piłsudczyków Rzeczypospolitej Polskiej (2012)
- Medal „Pro Meritis” Instytutu Polsko-Skandynawskiego w Kopenhadze (2015)
- Krzyż „Pro Mari Nostro” Ligi Morskiej i Rzecznej (2016)
- Medal „De nihilo nihil fit” Marszałka Województwa Pomorskiego (2016)